# Johann Alexander Böner
Johann Alexander Böner, auch Boener, Bäner, Bönner und Pömer (* 17. Februar 1647 in Nürnberg; † 2. November 1720 ebenda) war ein Kupferstecher, Radierer, Zeichner und Kunsthändler der Reichsstadt Nürnberg.

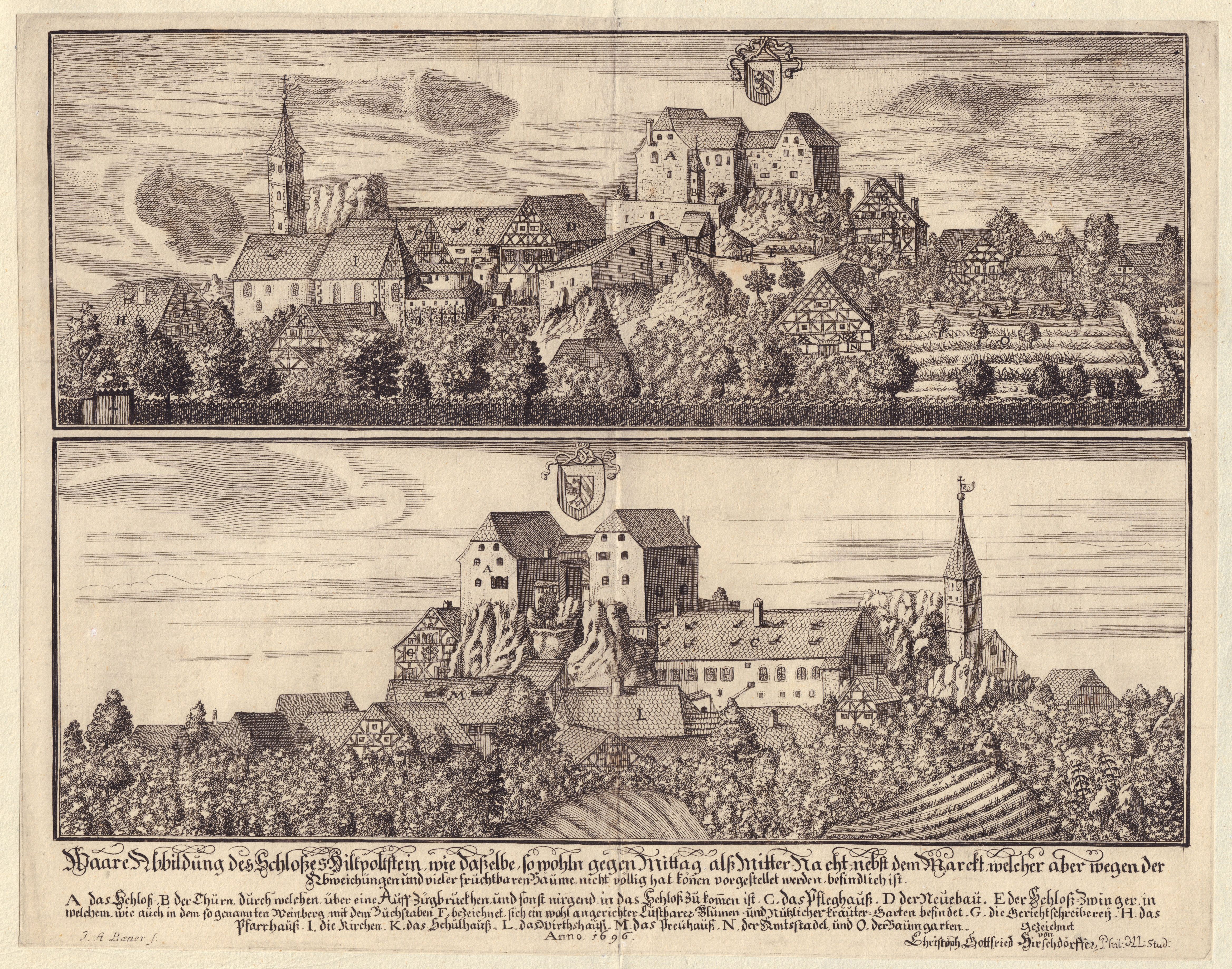
Kupferstich von Hiltpoltstein, 1696

## Leben
Er war ein Schüler des holländischen Zeichners und Kupferstechers Matthias van Somer. Böner war ein äußerst produktiver Künstler und entwickelte eine für damalige Zeit erstaunliche fabrikmäßige Serienfertigung von Kupferstichen. Er war besonders wegen seiner Nürnberger Stadtansichten und Trachten bekannt.

## Arbeiten
- Das Bildniss des Andr. Eberh. Rauber in ganzer Figur, in landschaftlicher Umgebung Er ist mit seinem langen, bis unter die Füsse reichenden, Barte vorgestellt. Von einem unbekannten guten Meister. Auf Holz. ….… Hiezu der Kupferstich von J. A. Böner.[1]
- Des Heil. Röm. Reichs Stadt Nürnberg Zierdte, (Kurztitel: Nürnberger Prospekte). Nürnberg 1702 (Herausgeber)
- Wahrhafte Abrisse derer um die Stadt Nürnberg liegenden Städtlein, Schlösser und Dörfer (Kurztitel: Boeners Landprospekte). Nürnberg 1711 (Herausgeber)

## Trivia
In der Nürnberger Südstadt wurde eine Wohnstraße nach ihm benannt.